# Ингерманландская губерния

Российские губернии в 1708 году

Ингерманла́ндская губе́рния — первая губерния, учреждённая Петром I на территории России в 1702 году и преобразованная в Санкт-Петербургскую губернию в 1711 году. Губернский центр — Шлиссельбург.

## Название
Названа по исторической области Ингерманландия, однако включала в себя значительно большую территорию, называемую до этого Новгородской землёй.

## История
В 1702 году началось завоевание Ингерманландии Петром I, которое в 1704 году было уже закончено; одновременно Ингерманландия стала формироваться в новую Ингерманландскую губернию.
В 1704 году указом Петра I А. Д. Меншиков был «учинен над приращенными нашими войною наследственными провинциями, Ингриею и Карелиею, купно с Эстляндиею и иными издревле нам принадлежащими, генеральным губернатором».
7 марта 1706 года Петром I было дано особое распоряжение, где применительно к Ингерманландии был впервые употреблён термин губерния. Также, c 1706 года, согласно энциклопедическому словарю Брокгауза и Ефрона «она именуется уже губернацией, или губернией».
17 января 1707 года вышел приказ: «Именный, объявленный князем Меншиковым. Об определении Римскаго-Корсакова в Ингерманландскую губернию земским судьею, и при оном статьи о порядке управления сею губерниею»…«По Его Великого Государя указу, велено Якову Римскому Корсакову быть во всей Ингерманландской губернии ландрихтером (земским судьею)». 
18 (29) декабря 1708 года указом Петра I территория России была разделена на 8 губерний: Московскую, Ингерманландскую, Архангелогородскую, Киевскую, Смоленскую, Казанскую, Азовскую и Сибирскую.
В том же году при разделении России на губернии, территория Ингерманландской губернии была расширена и в неё было включено ещё 29 городов. В состав губернии входили: Санкт-Петербург, Великий Новгород, Нарва, Шлиссельбург, Ямбург, Копорье, Псков, Ладога, Порхов, Гдов, Опочек, Изборск, Остров, Старая Русса, Луки Великие, Торопец, Бежецкий Верх, Устюжина Железопольская, Олонец, Белоозеро, Ржева Пустая, Заволочье, Каргополь, Пошехонье, Ржева Володимирова, Углич, Ярославль, Романов, Кашин, Тверь, Торжок, а также Дерптский уезд, при этом города Копорье и Ямбург были отданы во владение светлейшему князю Меншикову.
В 1711 году Ингерманландская губерния была преобразована в Санкт-Петербургскую губернию.